# 霍森村战斗
霍森村战斗是一场围绕叙利亚霍姆斯省霍森村（Hosn）以及當地拥有900年历史的骑士城堡的持续1天的战斗。霍森村的骑士城堡被列入联合国教科文组织世界遗产名录。自2012年以来，霍森村以及骑士城堡就一直被反对派武装控制。叙利亚政府军的战斗目标就是切断反对派武装与黎巴嫩之间的人员和武器补给线。
2014年3月20日，战斗在当天黎明爆发。一开始政府军对骑士城堡发动猛烈炮击，据信城堡内有300名反对派武装驻守。此外政府军也对霍森村展开了炮击。
根据一名反对派活动人士的消息，在战斗開始之前一天，双方达成了一项协议，政府军将保证反对派武装安全抵达叙黎边界。但是指挥这场战斗的政府军指挥官否认了这一消息，并声称他们拒绝讓驻守城堡的反对派武装安全撤离当地，并且声称他们在看见城堡内的反对派武装正在撤离中便发动攻势进入了城堡。另一名反对派活动人士声称政府军在叙黎边境伏击了那些逃离霍森村的人并导致很多人丧生。
在当天下午，政府军攻占了城堡。战斗中有12名反对派武装分子被打死，包括自由沙姆人伊斯蘭運動的一名黎巴嫩籍战地指挥官Abu Suleiman Dandashi。政府军的消息则声称反对派武装在撤退时有40至93人被打死，其中包括圣战组织沙姆軍的头目Khaled al-Mahmud。战斗中也有多名政府军士兵丧生。
在攻占霍森村及骑士城堡之后，政府军宣称完全控制了霍姆斯省西部。